# Club Patín Cibeles
Il Club Patín Cibeles è stata una squadra di hockey su pista avente sede a Oviedo. I suoi colori sociali erano il rosso e il blu. Nella sua storia ha vinto in ambito nazionale una Coppa del Re.

## Cronistoria
| Cronistoria del Club Patín Cibeles |
| --- |
| - 1953 · Fondazione del Club Patín Cibeles. - 1954 · Campeonato de Asturias. - 1955 · Campeonato de Asturias. - 1956 · Campeonato de Asturias. - 1957 · Campeonato de Asturias. - 1958 · Campeonato de Asturias. - 1959 · Campeonato de Asturias. - 1960 · Campeonato de Asturias. - 1961 · Campeonato de Asturias. - 1962 · Campeonato de Asturias. - 1963 · Campeonato de Asturias. 5º nel girone finale di Coppa del Generalissimo. - 1964 · Campeonato de Asturias. - 1965 · Campeonato de Asturias. - 1966 · Campeonato de Asturias. Eliminato agli ottavi di finale di Coppa del Generalissimo. - 1967 · Campeonato de Asturias. - 1968 · Campeonato de Asturias. - 1969 · Campeonato de Asturias. Eliminato in semifinale di Coppa del Generalissimo. Ammesso alla Primera División. - 1969-1970 · 4º in Primera División. - 1970-1971 · 5º in Primera División. - 1971-1972 · 6º in Primera División. - 1972-1973 · 10º in Primera División. - 1973-1974 · 2º in Primera División. Promosso in División de Honor. - 1974-1975 · 9º in División de Honor. Eliminato ai quarti di finale di Coppa del Generalissimo. - 1975-1976 · 11º in División de Honor. Eliminato agli ottavi di finale di Coppa del Generalissimo. - 1976-1977 · 6º in División de Honor. Eliminato agli ottavi di finale di Coppa del Re. - 1977-1978 · 10º in División de Honor. Eliminato agli ottavi di finale di Coppa del Re. - 1978-1979 · 5º in División de Honor. Eliminato ai quarti di finale di Coppa del Re. - 1979-1980 · 9º in División de Honor. Vince la Coppa del Re (1º titolo). - 1980-1981 · 7º in División de Honor. Finalista di Coppa del Re. Finalista di Coppa delle Coppe. - 1981-1982 · 3º in División de Honor. Eliminato ai quarti di finale di Coppa del Re. Eliminato ai quarti di finale di Coppa delle Coppe. - 1982-1983 · 7º in División de Honor. Eliminato ai quarti di finale di Coppa del Re. Eliminato al primo turno di Coppa CERS. - 1983-1984 · 9º in División de Honor. Eliminato in semifinale di Coppa del Re. - 1984-1985 · 4º in División de Honor. Eliminato in Coppa del Re. - 1985-1986 · 10º in División de Honor. Eliminato in Coppa del Re. Eliminato al primo turno di Coppa CERS. - 1986-1987 · 6º in División de Honor. Eliminato in Coppa del Re. - 1987 · L'assemblea dei soci del Club Patín Cibeles al termine della stagione vota per lo scioglimento del club che cessa ogni attività. |

## Palmarès

### Competizioni nazionali
1 trofeo
- Coppa del Re: 1

1980

### Altri piazzamenti
- Campionato spagnolo

3º posto: 1981-1982
- Coppa del Re

Finale: 1981
Semifinale: 1969, 1984
- Coppa delle Coppe

Finale: 1980-1981

## Statistiche

### Partecipazioni ai campionati
| Livello | Categoria         | Partecipazioni | Debutto   | Ultima stagione | Totale |
| ------- | ----------------- | -------------- | --------- | --------------- | ------ |
| 1º      | División de Honor | 13             | 1974-1975 | 1986-1987       | 13     |
| 2º      | Primera División  | 5              | 1969-1970 | 1973-1974       | 5      |

### Partecipazioni alla coppe nazionali
| Competizione                         | Partecipazioni | Debutto | Ultima stagione |
| ------------------------------------ | -------------- | ------- | --------------- |
| Coppa del Generalissimo/Coppa del Re | 16             | 1963    | 1987            |

### Partecipazioni alla coppe internazionali
| Competizione      | Partecipazioni | Debutto   | Ultima stagione |
| ----------------- | -------------- | --------- | --------------- |
| Coppa delle Coppe | 2              | 1980-1981 | 1981-1982       |
| Coppa CERS/WSE    | 2              | 1982-1983 | 1985-1986       |